# En otoño, después de mil años
En otoño, después de mil años es una novela del escritor ancashino Marcos Yauri Montero considerada como una de las novelas más conocidas del autor. En 1974 la novela fue galardonado con el Premio Casa de las Américas.
La novela fue traducida al idioma húngaro y posteriormente impresa en Budapest en el año 1981, por la Editorial Europa Könyvkiadó, de las cuales se vendieron 40 mil ejemplares. También cuenta con una edición cubana, de las cuales se vendieron 20 mil ejemplares.

## Argumento
En esta novela, Marcos Yauri Montero nos narra la historia de un pueblo llamado Rupani, el cual es un pueblo real y representativo a la vez, que por momentos nos recuerda a Huaraz por su representación de un pueblo típico de la tierra peruana.
A su vez, nos habla sobre los descendientes del fundador de Rupani, y como afecta sobre ellos las tradiciones oligárquicas(religiosas), el impulso de renovación social y cultural que caracteriza al Perú moderno.
El autor nos muestra este conflicto como una lucha entre el mundo feudal del pasado y las nuevas fuerzas que buscan desarrollar la sociedad del futuro, el autor crea así un panorama histórico y social más amplio que sirve de fondo a un universo novelesco.
La dramática historia de Rupani y sus pobladores, tiene un trágico desenlace con el terremoto de 1970, aunque la acción empieza sólo hasta el gobierno de Fernando Belaúnde Terry, esta es la última etapa del largo proceso de frustración y represión que vivió la sociedad peruana.

## Legado
Esta novela, contribuye al desarrollo de la conciencia histórica de los pueblos del continente es, por tanto, un gran aporte al género novelístico latinoamericano contemporáneo. Esta novela también se destaca por su visión histórica, por su riqueza imaginativa y su gran percepción.